# Гипоэстес
Гипоэстес, или гипестес (лат. Hypoëstes) — род тропических растений семейства Акантовые (Acanthaceae).

## Ботаническое описание
Травянистые растения и кустарники.
Листья супротивные, яйцевидные, заострённые, до 7—10 см длиной, у основания плавно суженные в черешок, по краям гладкие или зазубренные, покрыты узором из пятен различной формы и величины. Основной фон листьев зелёный или густо-фиолетовый, на нём разбросаны точки и штрихи белого, жёлтого или розового цвета.
Цветки в головках или полузонтиках. Прицветники сросшиеся в виде прокрывала, у основания которого сидит 1—3 цветка.

## Распространение
Растут в тропических районах Африки и острова Мадагаскар.

## Практическое использование
Разводятся как декоративные комнатные растения. Растения эффектны листьями, а также в фазе цветения, хотя цветки у гипоэстесов скромные. Современное многообразие культурных форм происходит от двух близких видов, растущих на Мадагаскаре: Гипоэстес листоколосниковый (Hypoestes phyllostachya) и Гипоэстес кроваво-красный (Hypoestes sanguinolenta). Растение очень неприхотливое. При регулярном прищипывании высота 30-60 см. Температура зимой не ниже 12 градусов. Ему нужен яркий свет и умеренный полив в течение всего года. При недостаточном освещении окраска листьев бледнеет, а стебли слишком вытягиваются. К почвам гипоэстес нетребователен. Размножается как стеблевыми черенками, так и семенами весной и летом. Требует частого опрыскивания листьев. Поддерживают постоянную влажность почвы, с весны до осени полив обильный, зимой - умеренный. Пересадка ежегодно весной. После цветения иногда наступает период покоя, в этом случае полив необходимо уменьшить до появления новых побегов.
Вредителями являются тля и белокрылка. От излишка сырости или недостатке питания края листьев могут почернеть.

## Классификация

### Виды
По информации базы данных The Plant List (2013), род включает 104 вида
.
Некоторые виды:
- Hypoestes aristata (Vahl) Soland. ex Roem. & Schult.
- Hypoestes floribundus R.Br. typus
- Hypoestes maculosa Nees
- Hypoestes phyllostachya Baker — Гипоэстес листоколосниковый
- Hypoestes sanguinolenta Hook. — Гипоэстес кроваво-красный